# Liste der Kulturdenkmäler in Hohenöllen
In der Liste der Kulturdenkmäler in Hohenöllen sind alle Kulturdenkmäler der rheinland-pfälzischen Ortsgemeinde Hohenöllen aufgeführt. Grundlage ist die Denkmalliste des Landes Rheinland-Pfalz (Stand: 6. September 2022).

## Einzeldenkmäler
| Bezeichnung    | Lage                       | Baujahr | Beschreibung | Bild                           |
| -------------- | -------------------------- | ------- | --- | ------------------------------ |
| Schulhäuser    | Vordergasse 2, 4, 7 Lage   | 1829    | ehemalige Schule; Nr. 4 eingeschossiger Putzbau mit Dachreiter, 1829; Nr. 2 Anbau mit Wohnung und Lehrsaal, 1849, Architekt Johann Schmeisser, Kusel; Nr. 7 eingeschossiger Walmdachbau mit Dachreiter, 1898, Architekt Bezirksbaumeister Kleinhans | weitere Bilder Fotos hochladen |
| Kriegerdenkmal | südwestlich des Ortes Lage | 1922    | Kriegerdenkmal für die Gefallenen beider Weltkriege; Sandsteinquaderstele, 1922 von Bildhauer Strauß, Lauterecken, 1952 erweitert | Fotos hochladen                |